# Nazionale femminile di hockey su prato della Svezia
La nazionale di hockey su prato femminile della Svezia è la squadra femminile di hockey su prato rappresentativa della Svezia ed è posta sotto la giurisdizione della Swedish Hockey Association.

## Partecipazioni

### Mondiali
- 1974-2006 – non partecipa

### Olimpiadi
- 1980-2008 – non partecipa

### Champions Trophy
- 1987-2009 – non partecipa

### EuroHockey Nations Championship
- 1984-1991 – non partecipa
- 1995 – 12º posto
- 1999-2009 – non partecipa